# Нефтебаза (Татарстан)
 Нефтебаза — поселок в Тукаевском районе Татарстана. Входит в состав Бетькинского сельского поселения.

## География
Находится в северо-восточной части Татарстана у крайней западной точки территории районного центра города Набережные Челны недалеко от берега Камы рядом с хранилищем нефтепродуктов республиканского значения.

## Население
Постоянных жителей было: 491 в 2010 году.